# 一氟化溴
一氟化溴是一种很不稳定的卤素互化物，化学式为BrF。它可由三氟化溴与五氟化溴与溴单质反应制得，可以用光谱检测到，但不能分离出来：
{\displaystyle {\rm {\ BrF_{3}+Br_{2}\rightarrow 3BrF}}}
{\displaystyle {\rm {\ BrF_{5}+2Br_{2}\rightarrow 5BrF}}}
因为它在常温下就会发生歧化。一氟化溴是溴化剂。